# Жозе Тавареш
Жозе Тавареш (порт. José Tavares, нар. 25 квітня 1965, Віла-Нова-де-Гая) — португальський футболіст, півзахисник.

## Клубна кар'єра
У дорослому футболі дебютував у 1989 році виступами за команду клубу «Інфеста», в якій провів один сезон.
Протягом 1990—1991 років захищав кольори команди клубу «Порту».
Своєю грою за останню команду привернув увагу представників тренерського штабу клубу «Боавішта», до складу якого приєднався у 1991 році. Відіграв за клуб з Порту наступні три сезони своєї ігрової кар'єри. Більшість часу, проведеного у складі «Боавішти», був гравцем основного складу команди.
Протягом 1994—1995 років захищав кольори команди клубу «Бенфіка».
У 1994 році повернувся до клубу «Боавішта». Цього разу провів у складі його команди чотири сезони. 
Згодом з 1998 до 2000 року грав у складі команд клубів «Уніан Лейрія» та «Пасуш ді Феррейра».
Завершив професійну ігрову кар'єру у нижчоліговому клубі «Інфеста», у складі якого вже виступав раніше. Увійшов до складу команди у 2000 році, захищав її кольори до припинення виступів на професійному рівні у 2002.

## Виступи за збірну
У 1994 році дебютував в офіційних матчах у складі національної збірної Португалії. Протягом кар'єри у національній команді, яка тривала усього 3 роки, провів у формі головної команди країни 8 матчів.
У складі збірної був учасником чемпіонату Європи 1996 року в Англії.

## Титули і досягнення
- Чемпіон Португалії (1):

«Порту»:  1992
- Володар Суперкубка Португалії (3):

«Порту»:  1990
«Боавішта»:  1992, 1997
- Володар Кубка Португалії (2):

«Боавішта»:  1991–92, 1996–97